# Градов Петро Михайлович
Петро Михайлович Градов (справжнє прізвище Кутман; 10 лютого 1925, Новоград-Волинський, Волинська губернія, Українська РСР, СРСР — 3 вересня 2003, Москва, Росія) — російський поет, драматург і перекладач українського єврейського походження, автор збірок віршів і пісень, зокрема патріотичної російської пісні «Легендарний Севастополь», що була зроблена гімном Севастополя. Батько відомого російського кіноактора Андрєя Градова.
Член Спілки письменників СРСР (з 1968 року).

## Біографія
Народився 10 лютого 1925 року в місті Новоград-Волинському (тепер Житомирської області). Дитинство пройшло в Ленінграді, де з перших днів радянсько-німецької війни школяр Петя Градов став санітаром фронтового госпіталю, а в 1943 році його призвали в армію.
Вперше вірші Петра Градова були опубліковані в армійських газетах в 1944 році. Потім його вірші друкувалися в «Літературній газеті», в журналі «Новий світ», в журналі «Юність» і «Дружба народів».
У 1949 році Петро Градов закінчив ГИТИС (нині Російський університет театрального мистецтва — ГИТИС), акторський факультет у педагога М. Плотнікова. В 1949—1957 роках грав на сцені Московського театру імені В. Маяковського. У багатьох драматичних і музичних театрах були поставлені його п'єси.
Жив і працював в Москві.
Помер 3 вересня 2003 року. Похований у Москві на Хімкинському кладовищі (ділянка 16).

## Творчість
Петро Градов автор:
- більше 30 поетичних збірок:
  - «Чебоксарська пристань» (Чебоксари, 1966);
  - «Все одно ти зі мною» (Чебоксари, 1973);
  - «Не забуду» (Москва, 1978);
  - «Любов моя — Волга» (Чебоксари, 1984);
  - «Час листопада» (Москва, 1989);
  - «Вибране» (Москва, 1990) та інших;
- близько 20 збірок перекладів віршів, а також драматичичнтх творів:
  - «Небезпечне завдання» (Москва, 1980);
  - «Заради цього дня» (Москва, 1984) та інших;
- документальних нарисів, кількох мюзиклів, музичних комедій:
  - «Королева краси»;
  - «Особливе завдання»;
  - «Чорна береза»;
- десятків популярних пісень, серед них:
  - «Проспівав гудок заводський»;
  - «Хмари»;
  - «Вальс закоханих»;
  - «А ніч така біла»;
  - «Легендарний Севастополь»;
  - «Улюблені Чебоксари».

Пісні на вірші Петра Градова співали: Людмила Зикіна, Леонід Серебереніков, Анна Литвиненко, Тетяна Шмига, Георг Отс, Лев Лещенко, Володимир Трошин, Йосип Кобзон, Валентина Толкунова, Людмила Гурченко, Червонопрапорний ансамбль пісні і танцю Російської армії, хор імені М. П'ятницького, Артур Ейзенах, Майя Кристалінська та інші.
В кінці 1997 року фірма «Мелодія» випустила велику платівку гігант «Пісні на вірші Петра Градова», а в 2002 році Спеціальний Об'єднаний Російський Холдинг «Лідер» випустив дві номінації аудіокасет і компакт-дисків «Пісні на вірші Петра Градова», які мали великий успіх у шанувальників його таланту.

## Нагороди, звання
Нагороджений орденами Вітчизняної війни 2-го ступеня, «Знак Пошани», Державного Прапора 1-го ступеня (КНДР), медалями.
Лауреат Всесоюзних і російських конкурсів пісні. Заслужений працівник культури Чуваської АРСР (з 1970 року). Почесний громадянин Севастополя з 6 жовтня 2000 року.

## Пам'ять
З 2004 року судно екологічного контролю ВТР-75 Чорноморського флоту Російської Федерації носить ім'я Петра Градова.